# 成型炸薬
成型炸薬（せいけいさくやく）は、爆薬の一種である。ダイナマイトなどの破裂する爆薬と異なり、モンロー/ノイマン効果を利用して超高速の金属噴流を特定方向に集中させて噴射する特徴がある。
主な用途としては、軍用の成形炸薬弾がある。また、民間用途として、爆発圧接のほか、金属破断、鉄筋・鉄骨造りのビルなどの爆破解体にも使用されている。